# Полет 438 на „Мидъл Ийст Еърлайнс“
Полет 438 на „Мидъл Ийст Еърлайнс“ е редовен международен пътнически полет от международното летище „Бейрут“, Бейрут, Ливан, до международното летище „Маскат“, Маскат, Оман, с планирано междинно кацане на международното летище „Абу Даби“, Абу Даби, Обединени арабски емирства, управляван от „Мидъл Ийст Еърлайнс“. На 1 януари 1976 г. самолетът „Боинг 707-023B“, който изпълнява полета, е взривен от бомба, поставена в предната част на товарния отсек, докато пътува за Абу Даби, разпада се на височина от 11 300 м и се разбива на 37 км северозападно от Кайсумах, Саудитска Арабия. В катастрофата загиват всички 66 пътници и 15 членове на екипажа на борда на машината.
Разследването разкрива, че бомба избухва в предното багажно отделение, но не е установено кой и защо я поставя.
Това е най-смъртоносната авиационна катастрофа в Саудитска Арабия по това време и шестата към 2025 г. Това е и втората най-смъртоносна авиационна катастрофа с участието на „Боинг 707“, след инцидента при полет 705 на „Пакистан Интернешънъл Еърлайнс“ през 1965 г.